# (1201) Strenua
(1201) Strenua ist ein Asteroid des Hauptgürtels, der am 14. September 1931 vom deutschen Astronomen Karl Wilhelm Reinmuth in Heidelberg entdeckt wurde. 
Der Name ist abgeleitet vom lateinischen Wort strenuus, das für „fleißig“ und „sorgsam“ steht. Tugenden, für die der deutsche Astronom Gustav Stracke geehrt werden sollte, der darum gebeten hatte, dass nach ihm kein Asteroid benannt werden solle.